# Hôtel du maréchal Bertrand
L'hôtel du maréchal Bertrand est un hôtel particulier situé dans la ville de Châteauroux dans l'Indre.
Il est inscrit au titre des monuments historiques par arrêté du 14 mars 1944.

## Histoire
La maison a été construite au XVIIIe siècle par les plans dressés par Martin Boucher, à l'emplacement d'une maison acquise par les ancêtres du général Bertrand en 1769. 

## Description
L'édifice comporte un grand arc percé dans un mur écran qui continue la façade latérale de l'hôtel, et une entrée monumentale.
Les ailes ont été rallongées par des constructions plus récentes.